# Нейп, Джефри
Джефри Нейп (англ. Jeffrey Nape; 1964, дер. Коге, близ Синасины, провинция Чимбу, подмандатная Австралии Папуа — Новая Гвинея — 8 июля 2016, Порт-Морсби, Папуа — Новая Гвинея) — государственный деятель Папуа — Новой Гвинеи, и.о. генерал-губернатора Папуа — Новой Гвинеи (2004 и 2010).

## Биография
В 2004—2012 гг. избирался спикером Национального парламента, дважды: в 2004 и 2010 гг. исполнял обязанности Генерал-губернатора Папуа — Новой Гвинеи. Одним из самых неоднозначных его решений стало намерение отрешить в 2011 г. от должности члена парламента бывшего премьер-министра Майкла Сомаре за якобы пропуск трех заседаний парламента, хотя тот в это время находился в больнице на операции. В августе 2011 г. был активным участником событий, в результате которых лидер Народного национального конгресса Питер О’Нил сменил Самаре на посту премьер-министра.
В 2012 г. присоединялся к консервативной партии триумфа возможностей традиции (Triumph Heritage Empowerment Party) и вслед за этим потерял место в парламенте страны.
В мае 2012 г. правительственный орган по борьбе с коррупцией. Оперативные следственные силы по очищению (nvestigation Task Force Sweep), составил ордер на арест политика в связи с предполагаемым незаконным присвоением 2,4 млн долларов США в фондах развития. Эти обвинения он отверг.
Затем, в июле того же года, он был арестован по обвинению во взяточничестве за попытку подкупить своего соперника на выборах, которого он якобы пытался подкупить, чтобы тот снял свою кандидатуру. Затем он был выпущен под залог и должен был предстать перед судом после выборов.

## Награды и звания
Кавалер Ордена Святых Михаила и Георгия (2010).